# David D. Friedman
David Director Friedman (12 de fevereiro de 1945) é um escritor americano que se tornou uma figura proeminente na comunidade anarcocapitalista com a publicação de The Machinery of Freedom (O Maquinário da Liberdade) em 1973, revisado em 1989.

## Vida e obra
David Friedman é o filho dos economistas Milton Friedman e Rose Friedman. É formado magna cum laude em física e química pela Universidade de Harvard, e Ph.D em física teórica pela Universidade de Chicago, embora seja conhecido principalmente por seu trabalho em teoria política e econômica. Ele é atualmente professor de direito na Universidade de Santa Clara.

### Anarcocapitalismo
É defensor do free banking (sistema bancário inteiramente livre de regulamentações). Em seu livro The Machinery of Freedom, ele defende uma versão consequencialista do anarcocapitalismo, defendendo-o em uma análise de custo-benefício do estado versus nenhum estado. Ela é contrastada com a abordagem dos direitos naturais como proposta mais notavelmente pelo economista e Murray Rothbard. Friedman advoga um gradual processo para alcançar o anarcocapitalismo, pela privatização aos poucos de áreas onde o governo esta envolvido, deixando por último lei e ordem. No livro ele declara sua oposição a revolução anarcocapitalista por meios violentos.
Essa versão utilitarista do anarcocapitalismo tem sido chamada de versão da Escola de Chicago.

## Interesses não acadêmicos
Friedman é um membro de longa data da Sociedade para o Anacronismo Criativo (SCA em inglês), onde ele é conhecido como Duke Cariadoc. Ele é muito conhecido por seus artigos sobre práticas históricas de recreação, especialmente relacionadas ao Oriente Médio Medieval. Seu trabalho está compilado na popular coleção Cariadoc. Ele fundou o maior e mais antigo evento da SCA, a Guerra de Pennsic; como rei do reino médio desafiou o reino do oriente, e mais tarde como rei do reino do oriente aceitou desafio do outro reino, perdendo.